# 帝王條款
帝王條款，又稱做君臨法域，是臺灣法理學使用的術語，指法律的根本原則，如民法上的誠實信用原則、刑法上的罪刑法定原則、行政法上的比例原則等等；所謂的根本原則，即法律解釋上的基本法理，必須根本地遵守，不能有任何的牴觸，亦沒有任何在解釋上周旋的餘地，效力強而無法動搖，如同帝王寫入了法款一般，不會比帝王更高的法位階存在。

## 概念
“帝王條款”是臺灣法理學獨有的術語，在其他法律體系中類似的概念包括“優先原則”（overriding principle）、“根本原則”（fundamental principle）、“憲法性原則”（constitutional principle）等。此術語的應用雖然局限於臺灣法理學界，但不局限於描述中華民國法律：臺灣法理學界在描述其它司法轄區法律時，有時也把其根本原則或憲法性原則稱爲“帝王條款”。
帝王條款既然指特定法典的共通原則、根本法理，故特徵上有時具有高度抽象性以涵蓋所有解釋與適用；例如公序良俗、誠信原則具有高度抽象性，必須透過對該條款的詳加解釋始能適用至個案，否則易落入不確定法律概念的解釋濫用。有時又必須相當明確，以表示該法典的根本要求；例如罪刑法定原則，明示了一切罪刑必須以現行法有所規範，始能定其罪名。
帝王條款因具有強烈的法拘束性以及根本性，故解釋上適用到了帝王條款，幾乎可以說是到了解釋上的終點。例如違反了公序良俗原則、權力分立原則、罪刑法定原則等等，一旦事實認定構成後，幾乎可謂沒有任何解釋上迴避的餘地。

## 霸王條款之異同
帝王條款不是霸王條款，兩者是不同的專有名詞：前者作為一種術語，後者則是一種俗稱，指由協議中較有談判優勢的一方（通常是專業經營者，例如賣家或服務提供商）未經協商或幾乎未經協商，或是利用資訊落差，內容複雜的合約等，單方面制定的苛刻條款，而協議另一方（通常是消費者或買家）在簽約時沒有或幾乎沒有機會協商改變該條款，例如「享有終止、修改本活動內容之權利」、「本公司保有最終解釋權」等追加條款。霸王條款可以是苛刻的免責條款、罰款條款、擔保條款等。